# عواء فنزويلي أحمر
عواء فنزويلي أحمر (الاسم العلمي: Alouatta seniculus) هو نوع من الحيوانات يتبع جنس سعدان العواء من فصيلة السعادين عنكبوتية.